# Don't Let Me Be Misunderstood
„Don't Let Me Be Misunderstood“ je píseň, kterou původně napsali Bennie Benjamin, Gloria Caldwell a Sol Marcus pro Ninu Simone. Nejznámější je však až pozdější verze od skupiny The Animals, vydaná roku 1964. Později píseň hráli například Jon English, Gary Moore, Meshell Ndegeocello a Santa Esmeralda.